# Sergueï Oborine
Sergueï Grigoriévitch Oborine (en russe : Сергей Григорьевич Оборин) est un footballeur et entraîneur de football russe né le 12 décembre 1956 à Lysva.
Sa carrière de joueur le voit principalement jouer pour le Zvezda Perm, où il passe la quasi-totalité de sa période professionnelle de 1978 à 1988 puis en 1992. Il évolue également pour le Geolog Tioumen entre 1989 et 1991.
Après la fin de sa carrière, il devient entraîneur de l'Amkar Perm à partir de 1995. Dirigeant par la suite l'équipe pendant près de onze ans et demi, il la fait passer durant cette période du quatrième échelon à la première division russe, cette dernière étant atteinte à l'issue de la saison 2003. Après son départ de Perm au mois de d'août 2006, il dirige pendant quelques mois le Krylia Sovetov Samara en 2007 puis le Sibir Novossibirsk en 2008. Il est ensuite inactif pendant plus de onze ans avant d'être nommé à la tête du Fakel Voronej en juin 2019, où il ne reste que quatre mois avant d'être renvoyé dès le mois d'octobre.

## Biographie

### Carrière de joueur
Natif de Lysva, Sergueï Oborine évolue durant sa jeunesse dans les rangs du club local du SK Lysva. Il rejoint en 1977 le Turbina Naberejnye Tchelny avant de rallier l'année suivante le Zvezda Perm.
Il passe par la suite la grande majorité de sa carrière sous ces couleurs, disputant principalement la troisième division soviétique, avec deux brefs passages au deuxième échelon en 1979 et 1988. En l'espace de onze saisons entre 1978 et 1988, Oborine cumule ainsi 307 matchs disputés pour le Zvezda.
Après son départ en fin d'année 1988, il rallie le Geolog Tioumen où il passe trois saisons en deuxième division. Il fait par la suite son retour au Zvezda Perm pour la saison 1992 dans la nouvelle deuxième division russe, celle-ci étant sa dernière année professionnelle à l'âge de 35 ans. Il effectue enfin un dernier passage en amateur avec le Neftekhimik Perm en 1993 avant d'arrêter définitivement sa carrière.

### Carrière d'entraîneur

#### Passage à l'Amkar Perm (1995-2006)
Se reconvertissant comme entraîneur après la fin de sa carrière de joueur, Oborine prend en début d'année 1995 la tête de l'Amkar Perm, qui a succédé au Zvezda dissous deux ans plus tôt. Il reprend alors une équipe tout juste promue en quatrième division russe.
Pour sa première saison, il amène l'Amkar à la deuxième place de la sixième zone et lui permet d'enchaîner une deuxième promotion d'affilée en troisième division. Le club s'impose ensuite immédiatement comme un concurrent régulier à la montée, terminant successivement troisième puis deuxième de la zone Centre en 1996 et 1997. Réassignée dans la zone Oural en 1998, l'équipe termine cette fois première du groupe et obtient la montée en deuxième division.
De la même façon que lors de sa montée au troisième échelon, l'Amkar d'Oborine s'impose rapidement dans le haut du classement, terminant sixième en 1999 et 2000. Alors qu'il se classe quatrième puis cinquième entre 2001 et 2002, le club connaît dans le même temps deux bons parcours en coupe de Russie, atteignant le stade des quarts de finale la première année puis celui des demi-finales lors de la deuxième, étant à chaque fois vaincu par le futur vainqueur de la compétition. Finalement, après cinq saisons passées au deuxième échelon, l'Amkar parvient à remporter le championnat en 2003 et à accéder à la première division pour la première fois de son histoire.
Pour ses débuts dans l'élite, l'équipe parvient à se maintenir à l'issue de la saison 2004 en terminant onzième, avec deux points d'avance sur le premier relégable. Elle termine ensuite douzième l'année suivante. Après un début de saison 2006 décevant et tandis que des tensions croissantes apparaissent avec sa direction, Oborine annonce finalement sa démission du poste d'entraîneur au mois d'août 2006, après onze années et demi à la tête du club,.

#### Postes suivants (2007-2019)
Quelques mois après son départ de Perm, il est nommé à la tête du Krylia Sovetov Samara au début du mois de décembre 2006. Il connaît dans un premier temps un très bon début de saison 2007 et amène notamment le club en cinquième position à l'issue de la phase aller. Cet état de grâce ne dure cependant pas et, après seulement un point obtenu lors durant les mois de juillet et août tandis que l'équipe tombe à deux points de la relégation, Oborine est démis de ses fonctions durant le mois d'août 2007.
Il retrouve un nouveau poste un an plus tard à la fin du mois de mai 2008 en prenant la direction du Sibir Novossibirsk en deuxième division. Alors qu'il reprend une équipe classée quatrième à trois points de la montée, il termine finalement la saison 2008 en quatorzième position, à seulement un point de la relégation. Son contrat n'est par la suite pas renouvelé et Oborine quitte ses fonctions en fin d'année.
Restant par la suite sans poste pendant près de onze ans, Oborine retrouve un banc au mois de juin 2019 en étant nommé à la tête du Fakel Voronej,. Il ne reste cependant en poste que quatre mois avant d'être renvoyé en octobre 2019, alors que le club se classe dernier de deuxième division après dix-sept journées.

## Statistiques

### Statistiques de joueur
| Saison                | Club                  | Championnat           | Championnat | Championnat | Coupe(s) nationale(s) | Coupe(s) nationale(s) | Total | Total |
| Saison                | Club                  | Division              | M.          | B.          | M.                    | B.                    | M.    | B.    |
| 1978                  | Zvezda Perm           | D3                    | 26          | 0           | -                     | -                     | 26    | 0     |
| 1979                  | Zvezda Perm           | D2                    | 36          | 0           | 5                     | 0                     | 41    | 0     |
| 1980                  | Zvezda Perm           | D3                    | 19          | 0           | -                     | -                     | 19    | 0     |
| 1981                  | Zvezda Perm           | D3                    | 19          | 0           | -                     | -                     | 19    | 0     |
| 1982                  | Zvezda Perm           | D3                    | 20          | 0           | -                     | -                     | 20    | 0     |
| 1983                  | Zvezda Perm           | D3                    | 27          | 0           | -                     | -                     | 27    | 0     |
| 1984                  | Zvezda Perm           | D3                    | 32          | 0           | -                     | -                     | 32    | 0     |
| 1985                  | Zvezda Perm           | D3                    | 31          | 0           | -                     | -                     | 31    | 0     |
| 1986                  | Zvezda Perm           | D3                    | 30          | 0           | -                     | -                     | 30    | 0     |
| 1987                  | Zvezda Perm           | D3                    | 28          | 0           | -                     | -                     | 28    | 0     |
| 1988                  | Zvezda Perm           | D2                    | 34          | 0           | -                     | -                     | 34    | 0     |
| Sous-total            | Sous-total            | Sous-total            | 302         | 0           | 5                     | 0                     | 307   | 0     |
| 1989                  | Geolog Tioumen        | D2                    | 33          | 0           | -                     | -                     | 33    | 0     |
| 1990                  | Geolog Tioumen        | D2                    | 38          | 0           | -                     | -                     | 38    | 0     |
| 1991                  | Geolog Tioumen        | D2                    | 42          | 0           | -                     | -                     | 42    | 0     |
| Sous-total            | Sous-total            | Sous-total            | 113         | 0           | -                     | -                     | 113   | 0     |
| 1992                  | Zvezda Perm           | D2                    | 33          | 0           | 1                     | 0                     | 34    | 0     |
| Total sur la carrière | Total sur la carrière | Total sur la carrière | 448         | 0           | 6                     | 0                     | 454   | 0     |

### Statistiques d'entraîneur
| Amkar Perm            | 1er janvier 1995 | 26 août 2006     | 455 | 234 | 115 | 106 | 51,4 |
| Krylia Sovetov Samara | 6 décembre 2006  | 16 août 2007     | 25  | 7   | 6   | 12  | 28,0 |
| Sibir Novossibirsk    | 31 mai 2008      | 15 décembre 2008 | 31  | 10  | 11  | 10  | 32,3 |
| Fakel Voronej         | 12 juin 2019     | 15 octobre 2019  | 17  | 2   | 6   | 9   | 11,8 |
| Total                 | Total            | Total            | 528 | 253 | 138 | 137 | 47,9 |

## Palmarès d'entraîneur
| Amkar Perm - Championnat de Russie D2 (1) : - Champion : 2003. |